# Carl Wilhelm Hahn
Carl Wilhelm Hahn (16 de dezembro de 1786 - 7 de novembro de 1835) foi um zoólogo alemão e autor da primeira monografia em língua alemã sobre aranhas. Viveu em Nuremberg e estudou as aranhas em seu país. Publicou dois livros, que a morte prematura impediu de completar.